# Kuumaa
Kuumaa è un gruppo musicale finlandese fondato nel 2016 a Helsinki da Johannes Brotherus, Jonttu Luhtavaara, Aarni Soivio, Aapo Närhi e Antti Heiskala.

## Storia
Nel 2016 il cantante Johannes Brotherus, il batterista Jonttu Luhtavaara, il bassista Aarni Soivio, il chitarrista Aapo Närhi e il tastierista Antti Heiskala hanno fondato i Kuumaa nella capitale finlandese. Il gruppo ha inviato demo a varie etichette e ha firmato un contratto discografico con la Universal Music Finland nell'ottobre dello stesso anno.
Il loro singolo di debutto, Uppoon suhun, è uscito l'anno successivo, seguito da un'altra serie di singoli confluiti nel loro primo album, Kuumaa, pubblicato nella primavera del 2019. Il disco è entrato nella classifica finlandese alla 40ª posizione e ha successivamente raggiunto la 18ª.
Nell'aprile del 2021 Aapo Närhi ha lasciato la band, seguito nel febbraio successivo da Antti Heiskala. Okko Saastamoinen è entrato a far parte della formazione per i concerti del gruppo a partire dal 2022, anno in cui hanno realizzato una tournée estiva che li ha visti esibirsi, fra gli altri, all'Ilosaarirock, al Provinssirock e al Weekend Festival. Ad ottobre 2022, la loro discografia è stata riprodotta in streaming 21 milioni di volte su Spotify in Finlandia. Nello stesso periodo il singolo Tulipalo è stato il loro primo a raggiungere la top ten della classifica nazionale, trascorrendo inoltre una settimana in vetta alla classifica radiofonica.
Nel 2023 è stata confermata la partecipazione dei Kuumaa all'annuale Uuden Musiikin Kilpailu, programma di selezione del rappresentante finlandese all'Eurovision Song Contest, dove hanno presentato l'inedito Ylivoimainen. All'evento si sono classificati al 5º posto su 7 partecipanti, arrivando terzi nel voto della giuria e quinti nel televoto. Ylivoimainen ha raggiunto la prima posizione della classifica finlandese dei singoli.

## Formazione
Attuale
- Johannes Brotherus – voce (2016-)
- Jonttu Luhtavaara – batteria (2016-)
- Aarni Soivio – basso (2016-)
- Okko Saastamoinen – tastiera (2022-)

Membri precedenti
- Aapo Närhi – chitarra (2016-2021)
- Antti Heiskala – tastiera (2016-2022)

## Discografia

### Album in studio
- 2019 – Kuumaa
- 2023 – Hyvikset ja pahikset
- 2024 – Pisara meressä

### Singoli
- 2017 – Uppoon suhun
- 2017 – Hulluista runoista
- 2017 – Huuda lujempaa
- 2019 – Kuumaa
- 2019 – Mun pitäis se jo tietää (feat. Sonny)
- 2019 – Siks kai mä oon sun
- 2020 – Romuna
- 2020 – Rakastaja
- 2020 – Sä pilasit laulut
- 2020 – Älä sano sitä vielä
- 2021 – Ikävä sua
- 2021 – Kolme toivetta
- 2021 – Tarkotin sua
- 2021 – Oo vielä sekunnin mun
- 2022 – Tulipalo
- 2022 – Edelleen sua
- 2023 – Ylivoimainen
- 2023 – Tässä on kaikki
- 2023 – Satama
- 2024 – Tuhoaisti
- 2024 – Haloo (con i PMMP)
- 2025 – Pieni ystävä
- 2025 – Valoa varten